# Frédéric Aguessy
Pour l’article homonyme, voir Aguessy.
Frédéric Aguessy, né à Paris le 3 avril 1956, est un pianiste français.

## Biographie
Jacqueline Evstigneef-Roy lui fait commencer l'étude du piano à l'âge de quatre ans. Et un an plus tard, lauréat du Concours du Royaume de la Musique, il joue pour la première fois en concert avec orchestre.
Admis au Conservatoire de Paris en 1968, il étudie avec Monique de La Bruchollerie, Yvonne Lefébure, Pierre Barbizet, Geneviève Joy, Dominique Merlet et Jeanne Vieuxtemps.
Lauréat des concours de Genève (médaille d'argent), de Naples (2e prix) en 1974, de Budapest et de Santander en 1976, il remporte en 1979 le Premier prix du Concours Long-Thibaud. Cette récompense lui ouvre les portes d’une carrière internationale qui le conduira de Londres à New York, du Japon à l'Amérique du Sud et à travers la plupart des pays européens (Allemagne, Suisse, Italie, Portugal, Espagne, Pologne, Hongrie…).
Ayant joué en concert avec de nombreux orchestres (Orchestre de Paris, Orchestre du Capitole de Toulouse, Orchestre national des Pays de la Loire, Orchestre philharmonique de Monte-Carlo, Orchestre de la Philharmonie G. Enesco de Bucarest, Orchestre régional de Cannes-Provence-Alpes-Côte d’Azur, Orchestre Sinfonietta de Picardie, Orchestre Bernard Thomas), il consacre une part importante de ses activités à la musique de chambre. Il participe à de nombreux festivals: Festival de piano de Yokohama (Japon), Festival des Arcs, Festival de La Roque-d'Anthéron, Festival International de Montpellier et de Radio-France, Festival Estival de Paris, Festival du Jeune Soliste d’Antibes.
Disposant d’un large répertoire où la musique française tient une grande place, il crée plusieurs œuvres dont il a lui-même sollicité la composition (Études pour piano d'Anthony Girard, Concerto pour piano et orchestre de Max Pinchard). Il a également enregistré pour le disque des œuvres pour piano de Jehan Alain, des transcriptions et paraphrases de Franz Liszt ainsi que les sonates pour violon et piano d’Ernest Bloch avec Alexis Galpérine. Il s'intéresse par ailleurs à la direction d'orchestre et a dirigé des œuvres pour orchestre de chambre ainsi que des œuvres pour chœur et orchestre.
Il a enseigné au Conservatoire National Supérieur de Musique de Paris et est actuellement professeur au conservatoire à rayonnement régional de Rouen.